# UFC Fight Night: Overeem vs. Arlovski
UFC Fight Night: Overeem vs. Arlovski (también conocido como UFC Fight Night 87) fue un evento de artes marciales mixtas celebrado por Ultimate Fighting Championship el 8 de mayo de 2016 en el Ahoy Rotterdam, en Róterdam, Países Bajos.

## Historia
Este fue el primer evento que la UFC ha celebrado en los Países Bajos.
El evento estelar contó con el combate de peso pesado entre el campeón de K-1 y excampeón de peso pesado de Strikeforce Alistair Overeem, y  el excampeón de peso pesado de UFC, Andrei Arlovski.

## Premios extra
Cada peleador recibió un bono de $50,000.
- Pelea de la Noche: No hubo premiados
- Actuación de la Noche: Alistair Overeem, Stefan Struve, Gunnar Nelson y Germaine de Randamie